# Giovanni Vastola
Giovanni Vastola, né le 20 avril 1938 à San Valentino Torio et mort le 19 janvier 2017 à Ravenne, est un footballeur italien qui évolue au poste de milieu de terrain.

## Biographie
En juin 1969, il est titulaire pour la finale de la Supercoupe des champions intercontinentaux face au Santos FC. L'Inter s'incline 0-1 au stade Giuseppe-Meazza.